# Ernst Ludwig Kirchner
Ernst Ludwig Kirchner (pseudonim Louis de Marsalle; n. 6 mai 1880, Aschaffenburg, Imperiul German – d. 15 iunie 1938, Davos Frauenkirch⁠(d), cantonul Graubünden, Elveția) a fost un pictor și grafician german, unul din principalii reprezentanți ai expresionismului și ai expresionismului german. Fiind student la arhitectură, Kirchner, alături de alți trei colegi, a fost unul dintre fondatorii grupării artistice Die Brücke. 

## Biografie
Kirchner a studiat la început arhitectura la Dresda, unde l-a întâlnit în anul 1902 pe Fritz Bleyl. În 1903 a plecat la München, unde a frecventat școala de pictură Debschitz până în 1904. După ce s-a întors la Dresda, l-a regăsit pe Bleyl și l-a cunoscut pe Erich Heckel, care i l-a prezentat pe Karl Schmidt-Rottluff. Cei patru tineri se adună regulat în atelierul lui Kirchner pentru a picta și a discuta despre necesitatea "renașterii artei germane". Aceste aspirații comune vor duce la apariția grupului Die Brücke ("Puntea") și la dezvoltarea stilului care se va numi mai târziu expresionism. 
În această primă etapă a creației sale, Kirchner pictează de preferință nuduri, portrete, scene de circ și de teatru. El popularizează în "Die Brücke" tehnica gravurii în cupru - foarte populară în Germania și Austria în secolul al XV-lea - pe care o deprinsese de la tatăl său, inginer chimist, executând în acest mod și manifestul grupului. Această tehnică, la început considerată meșteșugărească, devenise un mijloc consacrat de exprimare artistică mai ales datorită lui Albrecht Dürer. Viața în comunitate a celor patru tineri artiști va continua, începând din anul 1911 la Berlin. Totuși, pe măsură ce li se formează personalitatea creatoare, legăturile lor slăbesc. În 1913, Kirchner publică un articol referitor la istoria formării grupului "Die Brücke", în care își revendică rolul principal. Acest fapt duce la discuții contracdictorii și gruparea se destramă.
În scurtă vreme izbucnește primul război mondial, Kirchner se prezintă voluntar, dar - după o primă criză de nervi - este demobilizat. Devine dependent de medicamente (Veronal, Morfină) și este tratat psihologic fără vreun succes într-un sanatoriu de lângă lacul Baden. 
În 1917, se stabilește în Elveția, lângă Davos, unde trăiește pictând munții și realizând diverse tapițerii. În urma unui eficient tratament de dezintoxicare, în anul 1921 intervine o stabilizare a stării sale de sănătate. Începând cu 1925, călătorește de mai multe ori în Germania și, în 1931, este primit în "Academia de Arte Frumoase" de la Berlin. Devine însă, ca și alți artiști, victimă a național-socialismului, operele sale sunt îndepărtate din muzee, iar unele dintre ele vor fi incluse în expoziția defăimătoare Artă degenerată (Entartete Kunst), organizată de regimul nazist în 1937. După repetate episoade de depresiune, devenit între timp din nou dependent de morfină, pe 15 iunie 1938, Kirchner se sinucide.

## Opera

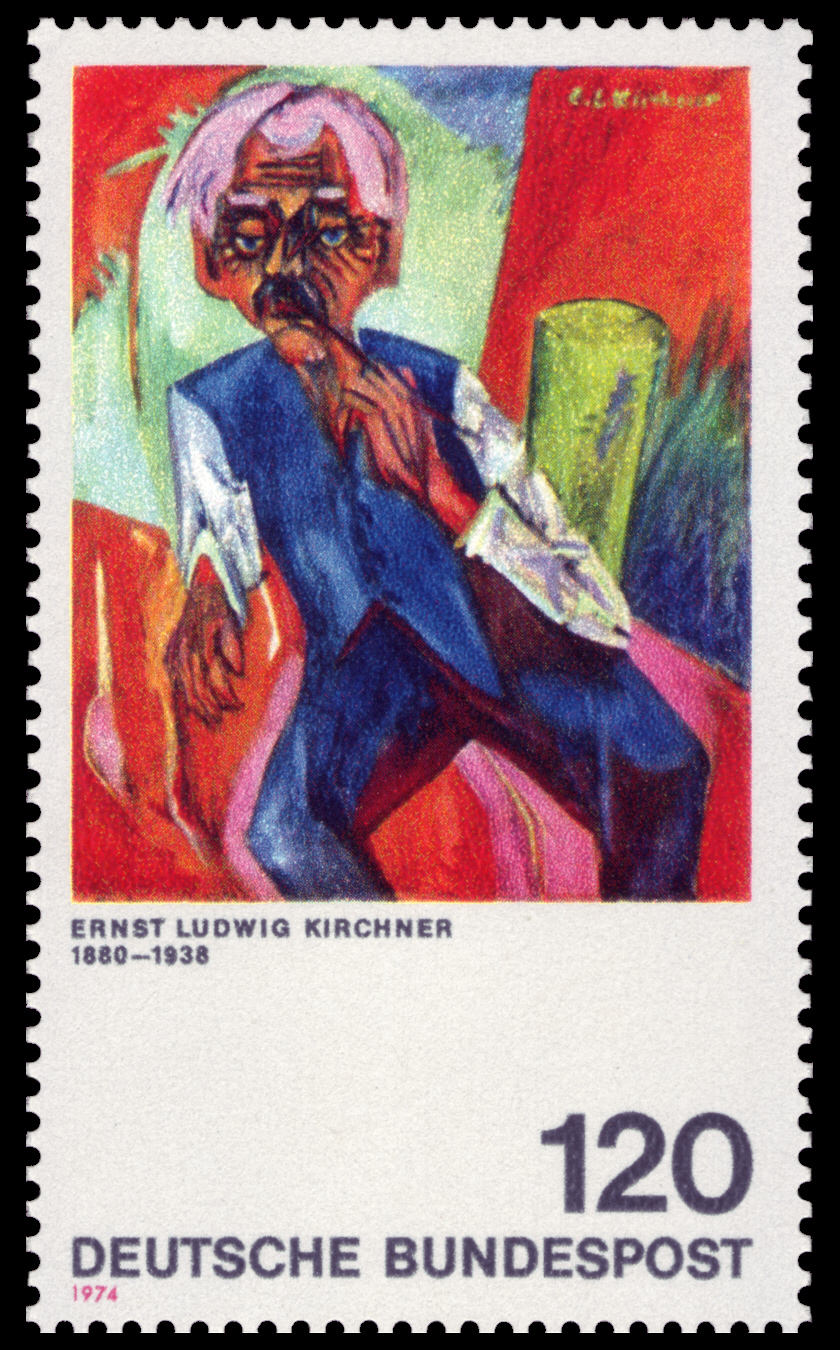
Bătrân țăran,1974

Kirchner opune artei academiste un colorit viu, un desen viguros, o compoziție dinamică inspirată din experiența nemijlocită. Studierea nudului este pentru el un lucru fundamental. În Fată cu umbrelă japoneză voluptatea modelului este sugerată grație tratării aproape brutale a culorii, chipul fetei este modelat ca o mască primitivă, în timp ce trupul este conturat pe un fond negru și albastru. Caracterul japonez al umbrelei îi permite să sublinieze senzualitatea asociată cu exoticul.
Stăpânirea tehnicii gravurii este esențială în ceea ce privește linia și volumul. Kirchner "își construiește" treptat tablourile, introduce în ele fragmente geometrice din care iau naștere personajele și decorul urban. Berlinul stimulează entuziasmul creator al lui Kirchner. Liniștea și seninătatea nudurilor pictate înainte fac loc unui ritm rapid și impulsiv, rezultând compoziții sub forma unui vitraliu. Într-o serie de 14 tablouri cu "scene de stradă" realizate la Berlin, Kirchner păstrează efectele cromatice contrastante, fâșiile întunecate care taie tabloul accentuează pozițiile persoanelor reprezentate, cocotele berlineze nu mai au senzualitatea nonșalantă a odaliscei cu umbrelă. 
Acum ele se mișcă, aproape vibrează. Erotismul acestora este artificial, plin de grabă, asemenea capitalei pe care o animă prezența lor neliniștitoare.
Când, la începutul secolului, Kirchner - împreună cu prietenii săi din "Die Brücke" - s-a hotărât să revoluționeze pictura, a făcut-o pentru a-i da viața care, după părerea artistului, lipsea din operele convenționale ale multora din contemporanii săi. În acest scop s-a ocupat de rezolvarea aspectului mișcării.
Kirchner a desenat aproape neîntrerupt după un motiv sau din memorie, încercând să păstreze în toate cazurile caracterul expresiv al schiței, al primei trăsături de penel. În anul 1937 artistul scria: "Să redau ceva în linii repezi și îndrăznețe, iată în ce mi-am exersat mâna oriunde am fost; și întorcându-mă acasă, am realizat din amintire desene uriașe, învățând în felul acesta mișcarea, căutând forme noi în exaltarea și graba unei asemenea munci".

## Galerie de imagini

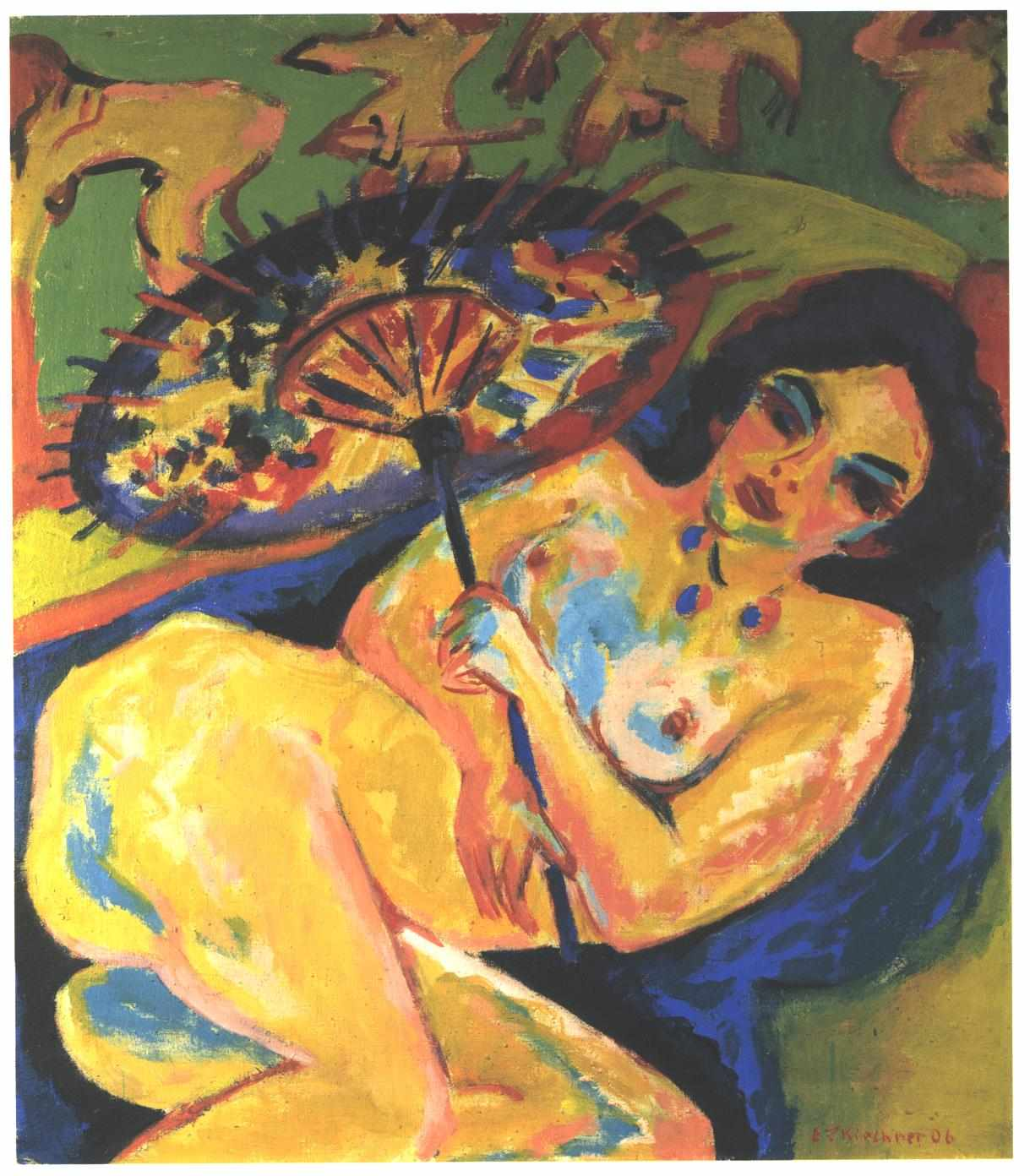
Fată cu umbrelă japoneză, 1909
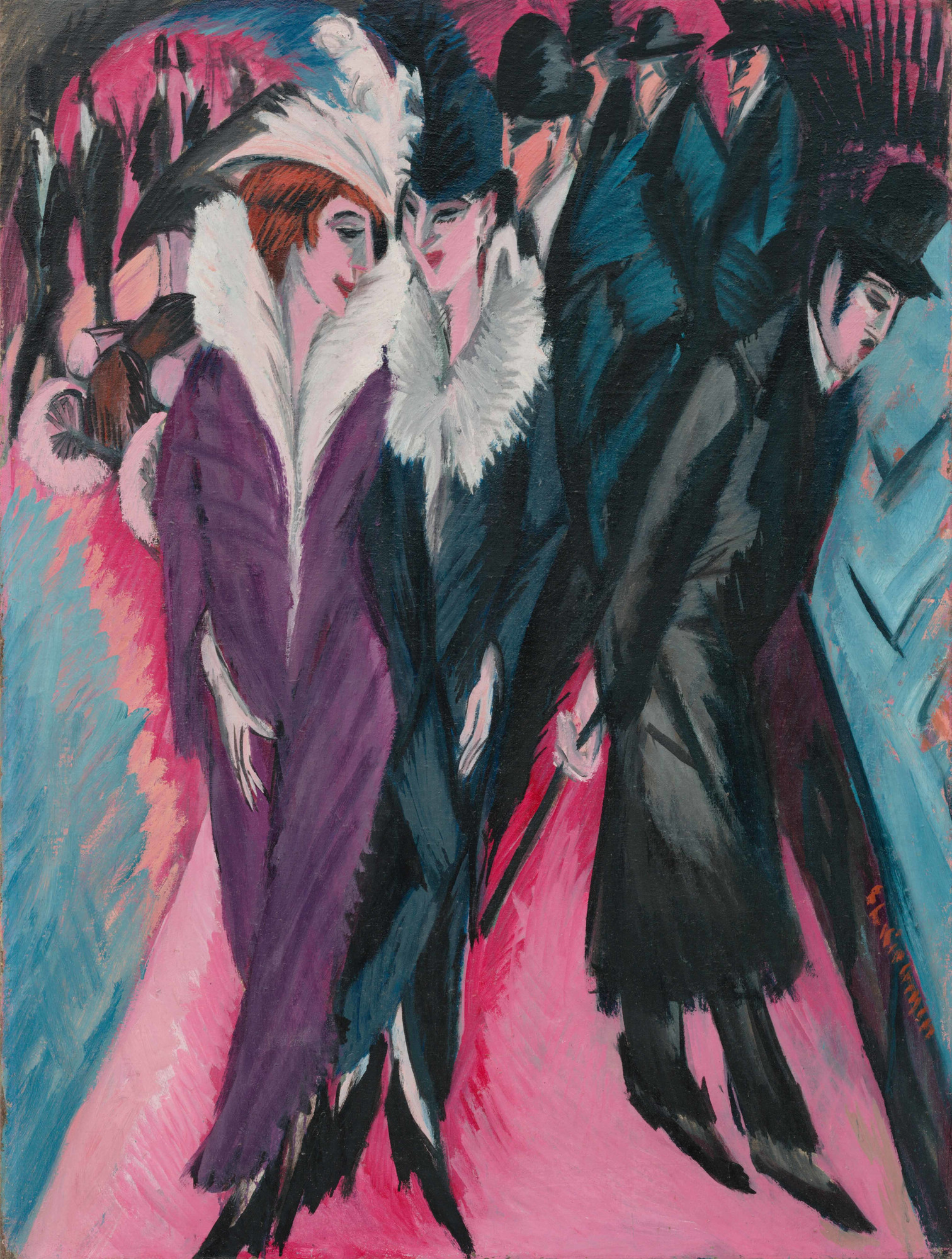
Scenă de stradă la Berlin, 1913
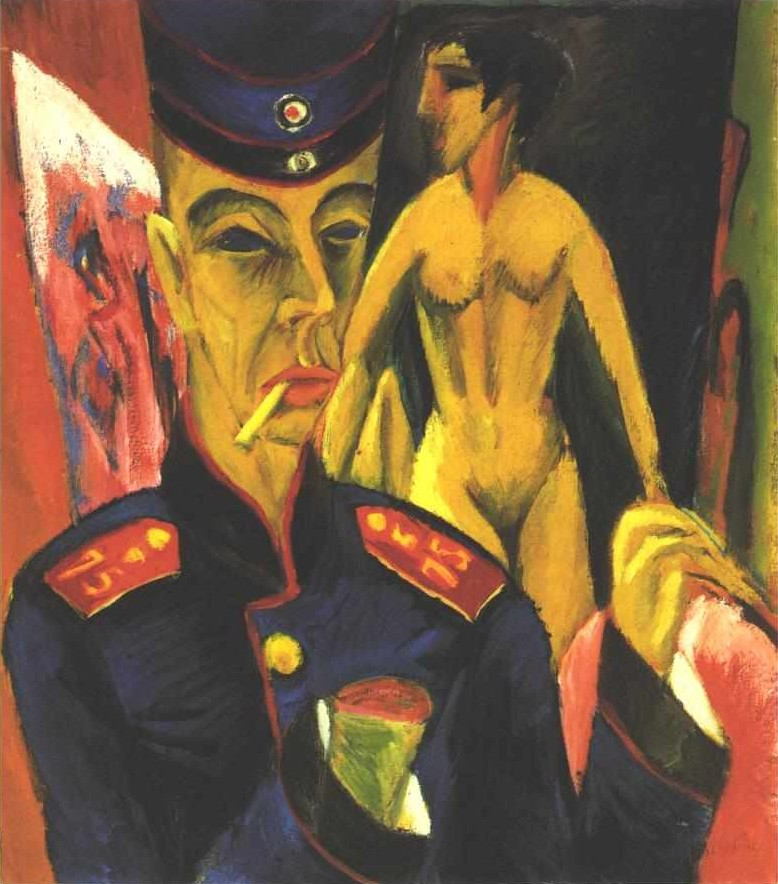
Ernst Ludwig Kirchner: Autoportret ca soldat, 1915
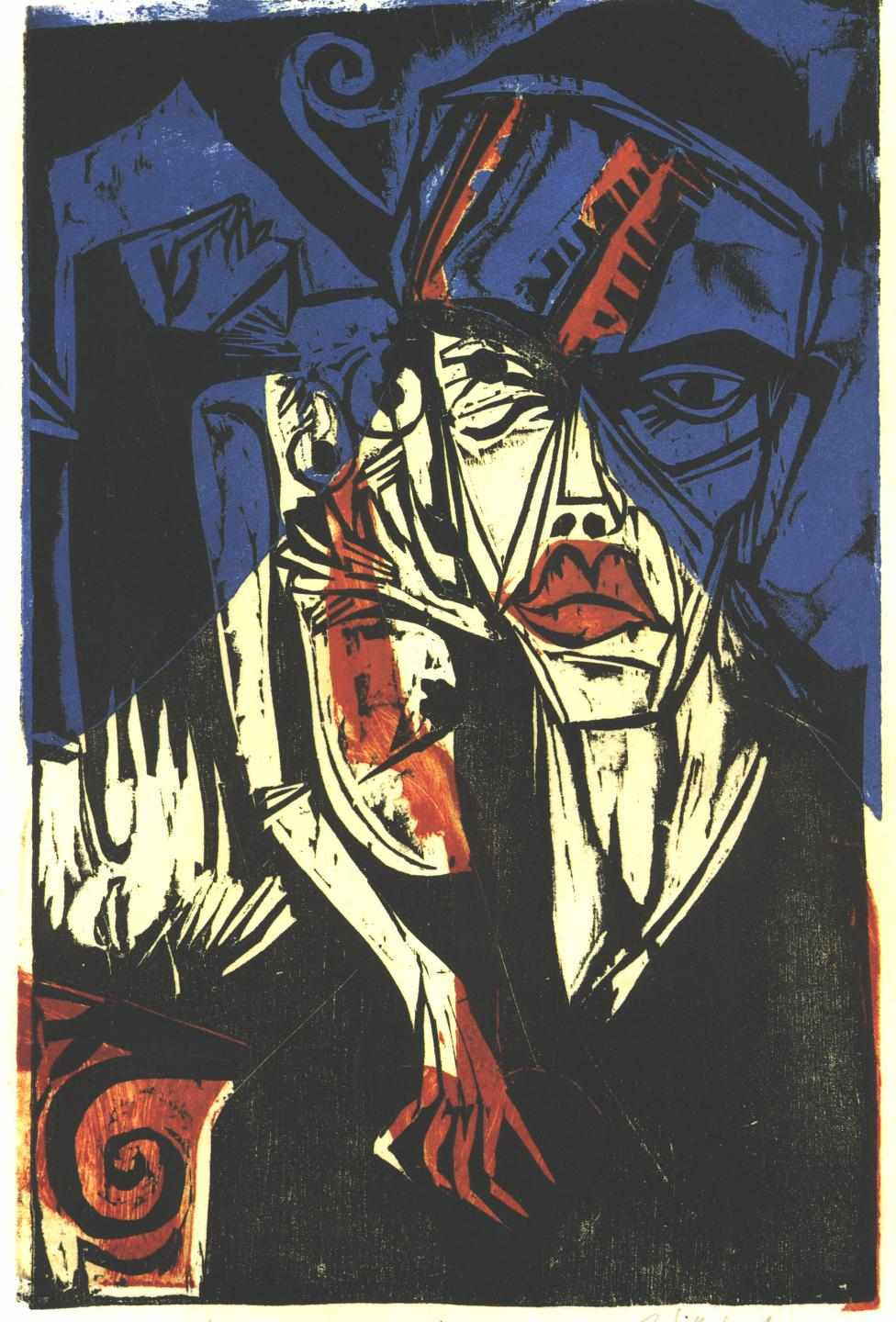
Ilustrație la Peter Schlemihls wundersame Geschichte (Gravură în lemn), 1915
Pășune alpină la lumina lunii, 1919